# São Mateus (Santarém)
São Mateus era uma antiga freguesia de Santarém, situada na zona baixa da cidade, mais propriamente no bairro da Ribeira de Santarém. Esta paróquia, fundada no século XIII, foi extinta e integrada na de Santa Iria em 1851, por decisão de D. Guilherme, Patriarca de Lisboa. A sua antiga igreja paroquial - situada a meio da encosta do Vale de Atamarma, junto à Estrada Nacional 114 - ainda persiste actualmente, encontrando-se profanada e em estado de ruína. Dentro dos limites desta freguesia situava-se a Ermida de Santa Eufémia.